# Noul teatru... vechi
Noul teatru… vechi este un film românesc din 1984 regizat de Mirel Ilieșiu.